# سانتياغو فرنانديز (مجدف)
سانتياغو فرنانديز (بالإسبانية: Santiago Fernández)‏ هو مجدف أرجنتيني، ولد في 23 سبتمبر 1976 في San Fernando, Buenos Aires ‏ في الأرجنتين.

## وصلات خارجية
- سانتياغو فرنانديز على موقع الاتحاد الدولي للتجديف (الإنجليزية)
- سانتياغو فرنانديز على موقع اللجنة الأولمبية الدولية (الإنجليزية)
- سانتياغو فرنانديز على موقع أوليمبيديا (الإنجليزية)